# 주스커우역
주스커우역(중국어: 珠市口站)은 베이징시 시청구 다실란 가도·톈차오 가도 및 둥청구 첸먼 가도·톈탄 가도 접경의 주시커우 서대가·주시커우 서대가·첸먼 대가 교차로에 위치한 베이징 지하철 7호선과 베이징 지하철 8호선의 환승역이다. 7호선 일부는 2014년 12월 28일에 개통되었고, 8호선 남쪽 구간(잉하이 방향)이 2018년 12월 30일에 개통되면서 시·종착역으로 영업을 개시하였다. 2021년 12월 31일, 8호선 전 구간이 개통되어 시·종착역의 기능을 주신좡역으로 이동된 것과 동시에 남부 구간과 북부 구간을 연결하는 역할을 수행한다.

## 위치
이 역은 주스커우, 즉 첸먼 대가(남북 방향)와 주시커우 동대가 - 주시커우 서대가(동서 방향)의 교차점에 위치한다. 7호선의 역은 교차로를 가로질러 동서 방향으로 배치되어 있고, 8호선의 역은 교차로의 남쪽에 위치하고 남북 방향으로 배치되어 있다.

## 역 구조
두 노선 모두 지하역으로 7호선이 아래쪽, 8호선이 위쪽에 위치한다. 7호선 역사는 1면 2선의 섬식 승강장으로 설계하였고 지하 굴착공법으로 건설한 지하 2층 건물의 역이다. 8호선 역은 승강장 폭 14m의 지하 2층 섬식 승강장 역이다. 두 노선 사이에는 8호선에서 7호선으로 환승 통로에 계단이 있으며, 7호선에서 8호선으로의 환승 또한 동일하게 이루어진다.

### 층별 구조
| 지면층                                | 가도                            | A－G출입구                           |
| 지하 1층 8호선 대합실 층              | 8호선 대합실                    | 보안 검색대, 자동 발권기, 고객센터   |
| 지하 2층 7호선 대합실 층 8호선 승강장 | 7호선 대합실                    | 보안 검색대, 자동 발권기, 고객센터   |
| 지하 2층 7호선 대합실 층 8호선 승강장 | ←                               | ■ 8호선 주신좡 방면 (첸먼)           |
| 지하 2층 7호선 대합실 층 8호선 승강장 | 섬식 승강장, 왼쪽 출입문이 열림 |                                      |
| 지하 2층 7호선 대합실 층 8호선 승강장 | →                               | ■ 8호선 잉하이 방면 (톈차오)         |
| 지하 3층 7호선 승강장                 | ←                               | ■ 7호선 베이징 서 방면 (후팡차오)    |
| 지하 3층 7호선 승강장                 | 섬식 승강장, 왼쪽 출입문이 열림 |                                      |
| 지하 3층 7호선 승강장                 | →                               | ■ 7호선 유니버설리조트 방면 (차오완) |

### 대합실
7호선 주시커우역의 대합실은 주시커우 동쪽 거리를 따라 동서로 뻗어 있고 두 노선의 대합실 남쪽에 8호선 대합실로 이어지는 환승 통로가 있다. 두 노선의 대합실 사이에는 8호선 승강장 북쪽의 환승 통로가 있다. 이 환승 통로는 8호선에서 7호선으로의 편도 환승에만 사용된다. 8호선 대합실은 첸먼 대가(前门大街)를 따라 남북으로 뻗어 있고 "옛 도시의 이야기《老城故事》" 라는 제목의 예술 벽화가 있다.

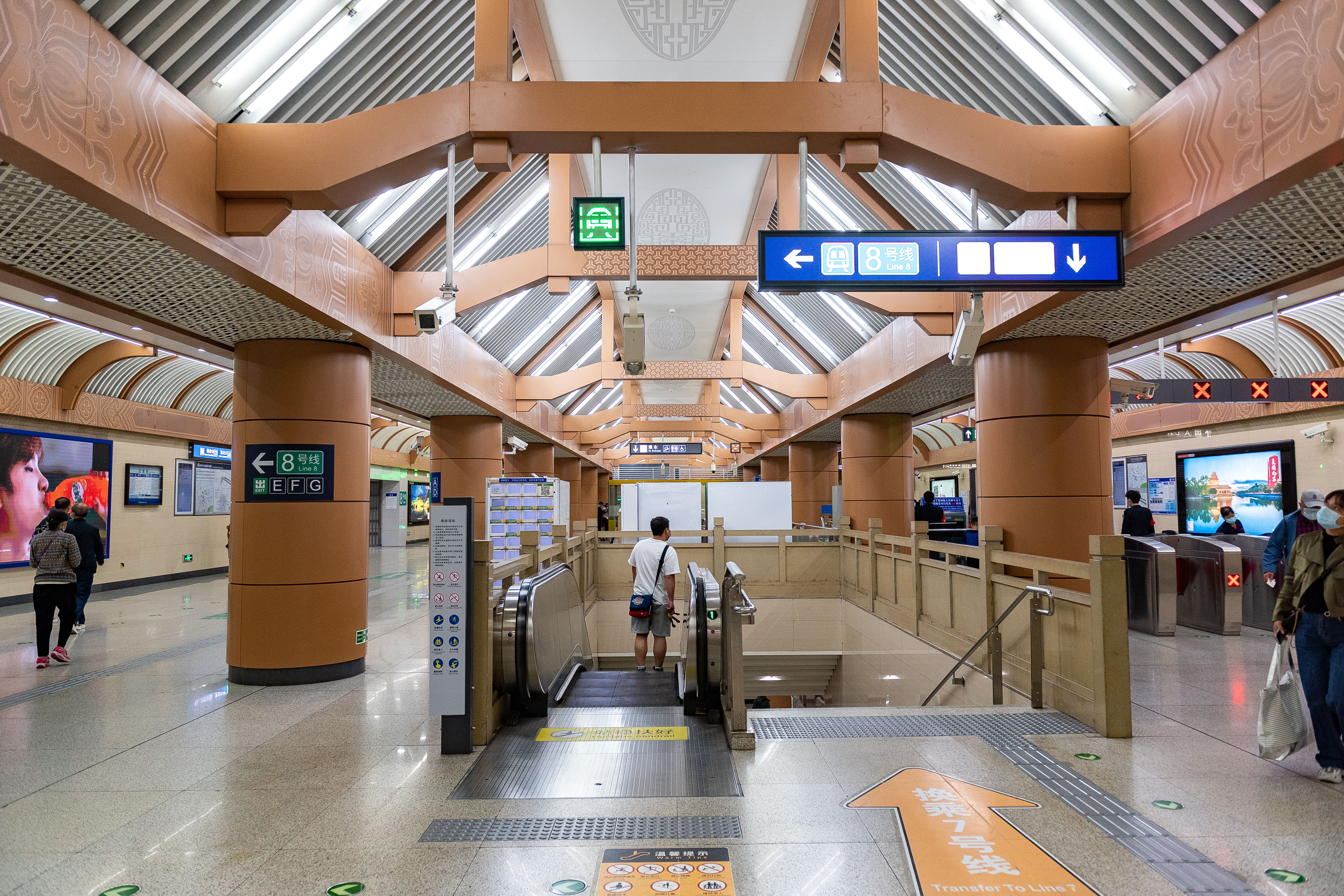
7호선 서쪽 대합실 (2021년 10월 촬영)
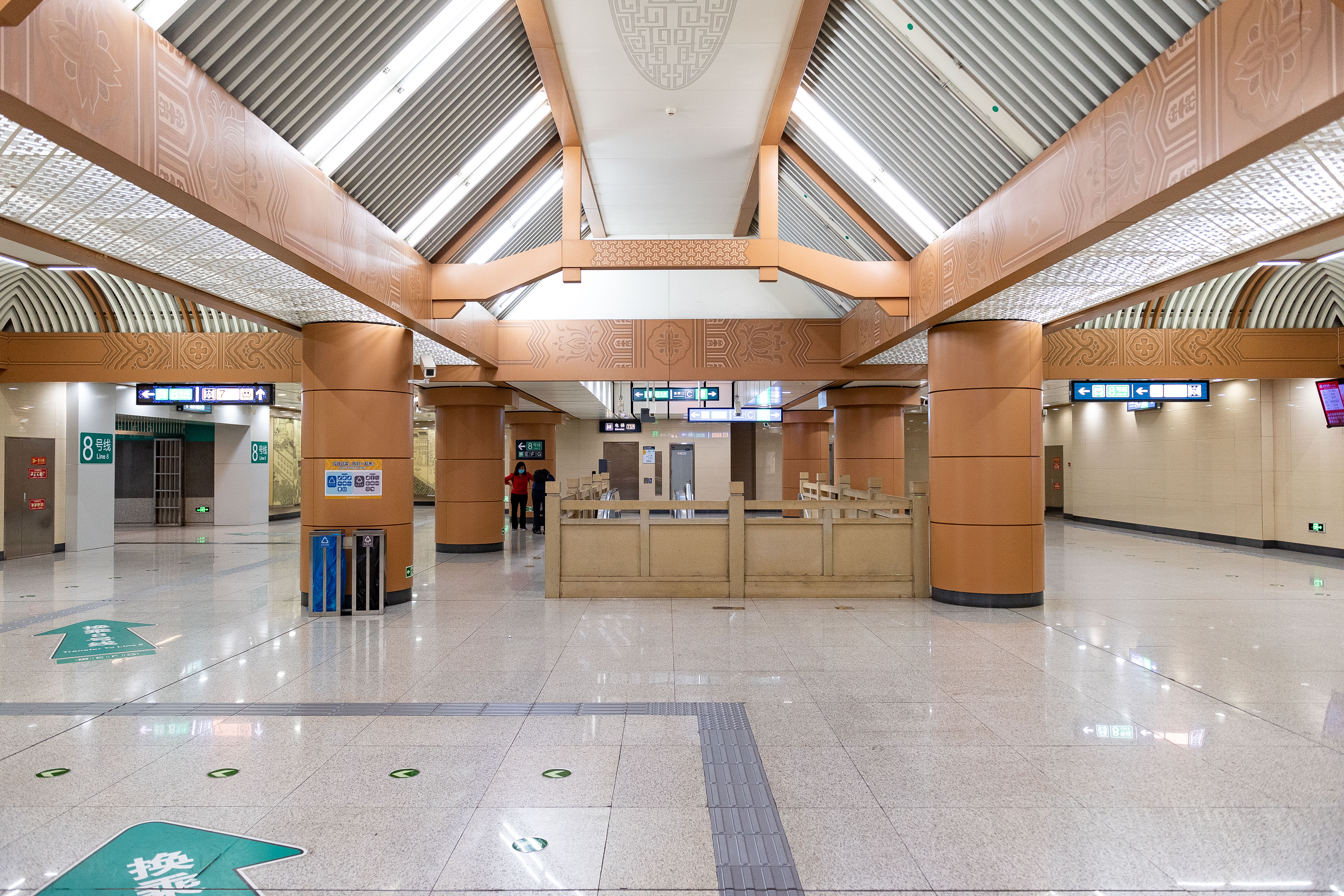
7호선 동쪽 대합실 (2021년 10월 촬영)
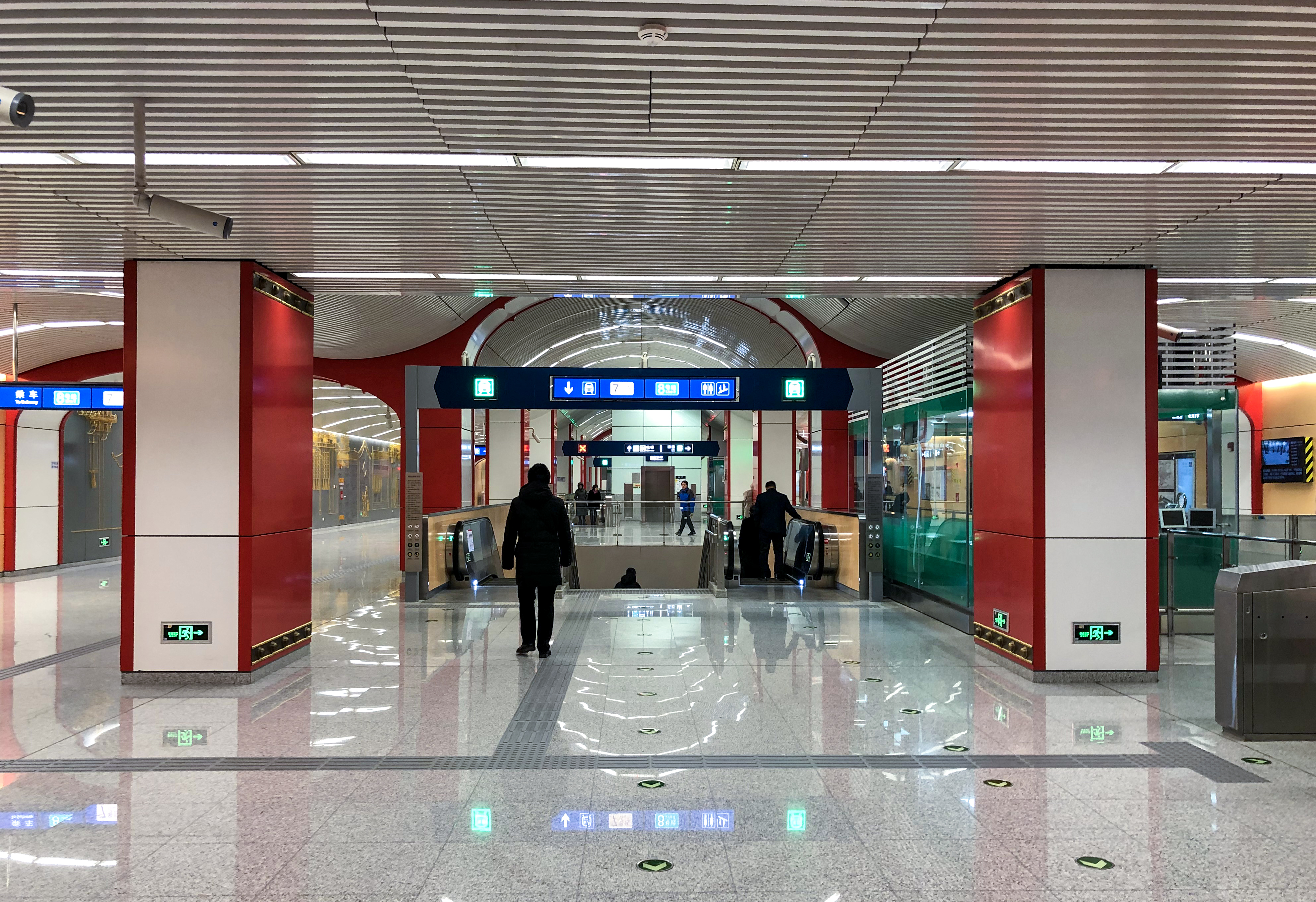
8호선 대합실 (2018년 12월 촬영)

### 승강장
7호선은 주시커우 동대가(珠市口东大街) 아래에 1면 2선 섬식 승강장이 있다. 8호선 또한 섬식 승강장을 사용하며, 승강장은 첸먼 대가(前门大街) 지하에 위치한다. 8호선 대합실 북쪽에는 7호선 환승 통로로 이어지는 일방통행 통로가 있는데, 그 사이에 "떠다니는 구름과 날쌘 제비《流云雨燕》"라는 제목의 예술 벽화가 있다.。

## 출구
주스커우역에는 A, C, D, E, F, G 등 6개의 출입구가 있다.
|                         |                                                                    |                       |      |           |
|                         |                                                                    |                       |      |           |
| 출구                    | 지시                                                               | 목적지                | 사진 | 편의 시설 |
| ■ 7호선 역사와 연결     |                                                                    |                       |      |           |
| 出口 · A                | 주스커우 서대가(珠市口西大街)                                      |                       |      | 빈칸      |
| 出口 · C                | 주스커우 동대가(珠市口东大街)                                      |                       |      | 빈칸      |
| 出口 · D                | 주스커우 서대가(珠市口西大街), 첸먼 대가(前门大街), 융안로(永安路) | 요우이 병원(友谊医院) |      |           |
| ■ 8호선 역사와 연결     |                                                                    |                       |      |           |
| 出口 · E                | 첸먼 대가(前门大街)                                                |                       |      | 빈칸      |
| 出口 · F                | 첸먼 대가(前门大街)                                                |                       |      | 빈칸      |
| 出口 · G                | 첸먼 대가(前门大街)                                                |                       |      | 빈칸      |
| 아이콘 설명: 엘리베이터 |                                                                    |                       |      |           |